# Joel Norborg

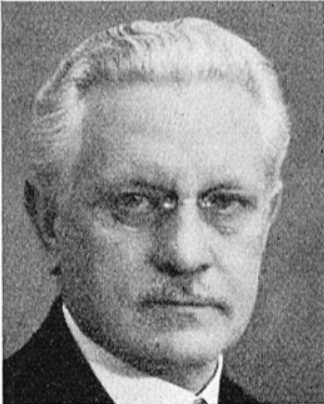
Joel Norborg

Joel Norborg, född 19 juni 1880 i Hedemora, död 28 augusti 1971 i Stockholm, var en svensk arkitekt.

## Liv och verk
Norborg utbildade sig 1900–1907 vid Kungliga tekniska högskolan och Kungliga Akademien för de fria konsterna och gjorde 1898–1908 praktik på olika arkitektkontor. Bland annat hos Isak Gustaf Clason, Fredrik Lilljekvist och Ragnar Östberg. Han var anställd vid Stockholms byggnadskontor 1908–1913 och i Stockholms stadsbyggnadsnämnd 1913–1922 och bedrev sedan egen verksamhet med uppdrag både i Stockholm och landsorten.
Bland hans verk i Stockholm finns Allhelgonakyrkan, mannagrynskvarnen vid Saltsjöqvarn och fasaderna till Kungsgatan 4-10. Norborg står angiven som arkitekt till totalt 27 byggnader i Stockholms innerstad uppförda före 1930. Han var även verksam som villaarkitekt och uppförde villor i Djursholm, Saltsjöbaden och Saltsjö Duvnäs för privata uppdragsgivare under tiden han arbetade för staden. Bland villorna finns en bevarad nationalromantisk villa på Duvnäsvägen 33 i Saltsjö Duvnäs som uppfördes 1908. Joel Norborg är begravd på Nämdö kyrkogård.

## Verk (urval)
- Allhelgonakyrkan. Uppförd 1918
- Villa Vasaborg, Ravinvägen 20, Saltsjöbaden. Uppförd 1912 [5]
- Villa, Neglingevägen 26, Saltsjöbaden. Uppförd 1912 [6]
- Villa Bäckström, Överstebacken 4, Saltsjöbaden. Uppförd 1919 för Juvelerare CD Bäckström.
- Mannagrynskvarnen. Uppförd 1923
- Villa Gumælius (tillsammans med Erik Trana). Uppförd 1924.
- Fasader till Kungsgatan 4-10 / Brunnsgatan 5-9. Uppfört 1926–1928 [7]
- Norr Mälarstrand 30, 1928–1929 [8]

## Bilder (verk i urval)

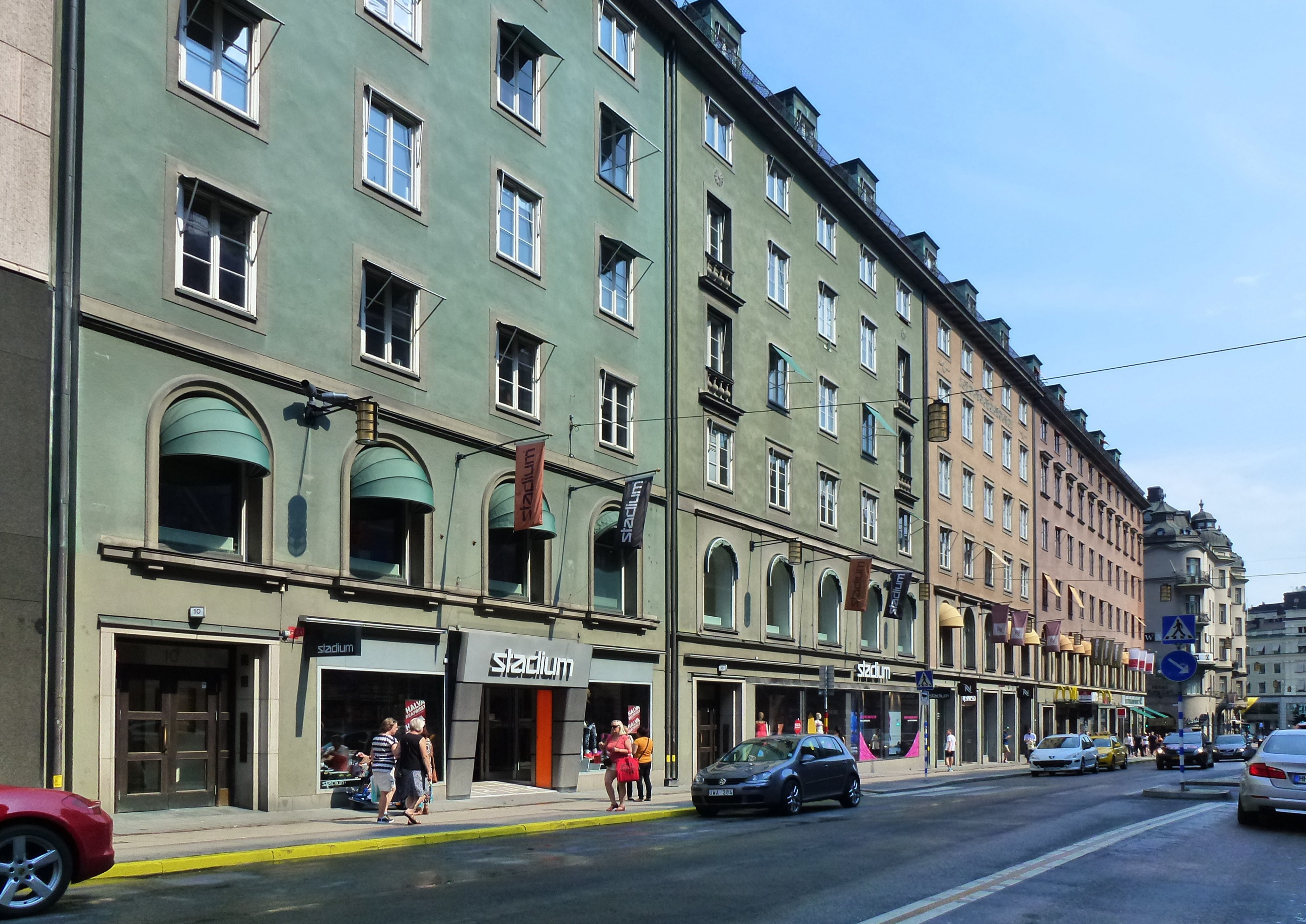
Fasader Kungsgatan 10-8-6-4
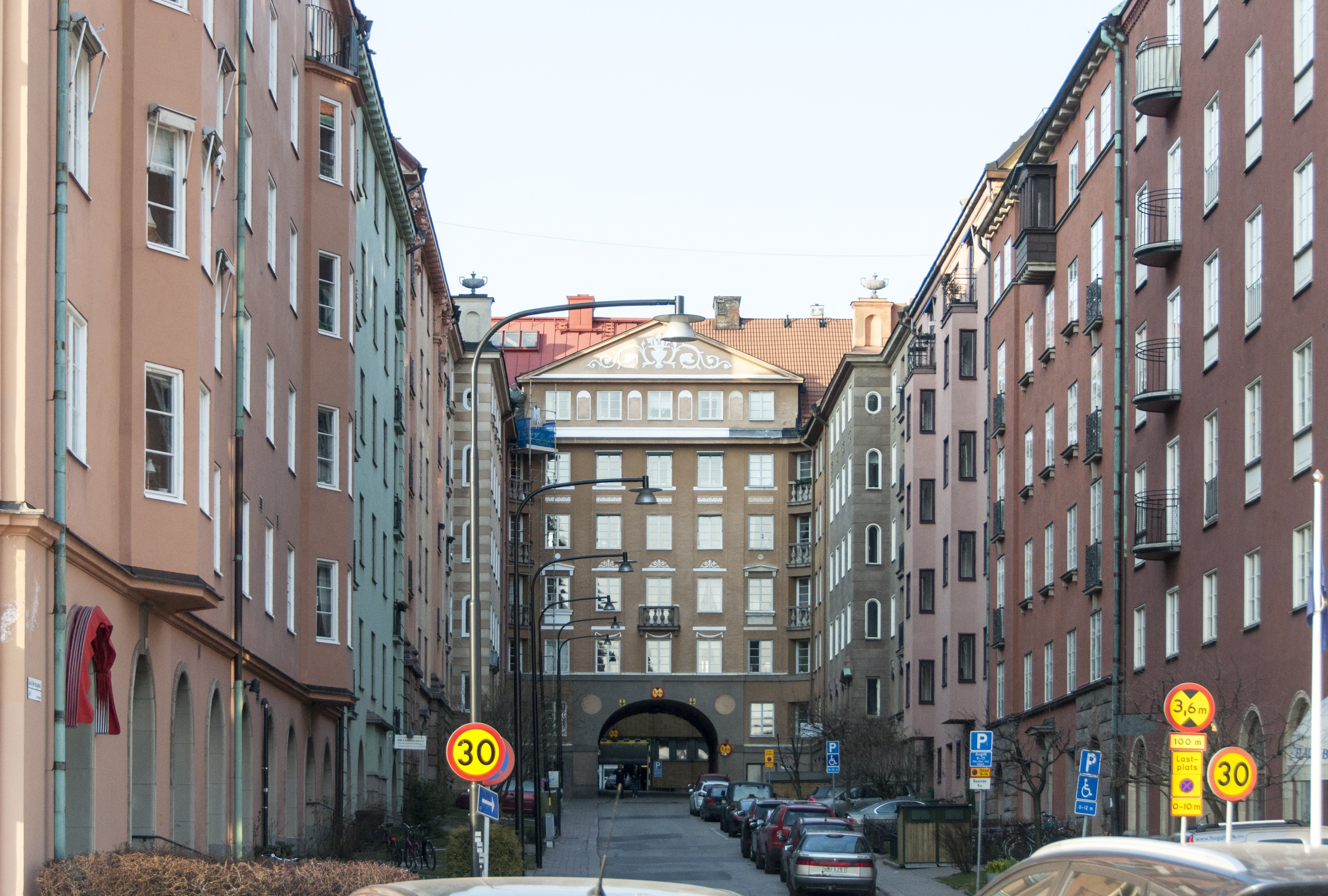
Jakob Westinsgatan, portalbyggnaden rakt fram
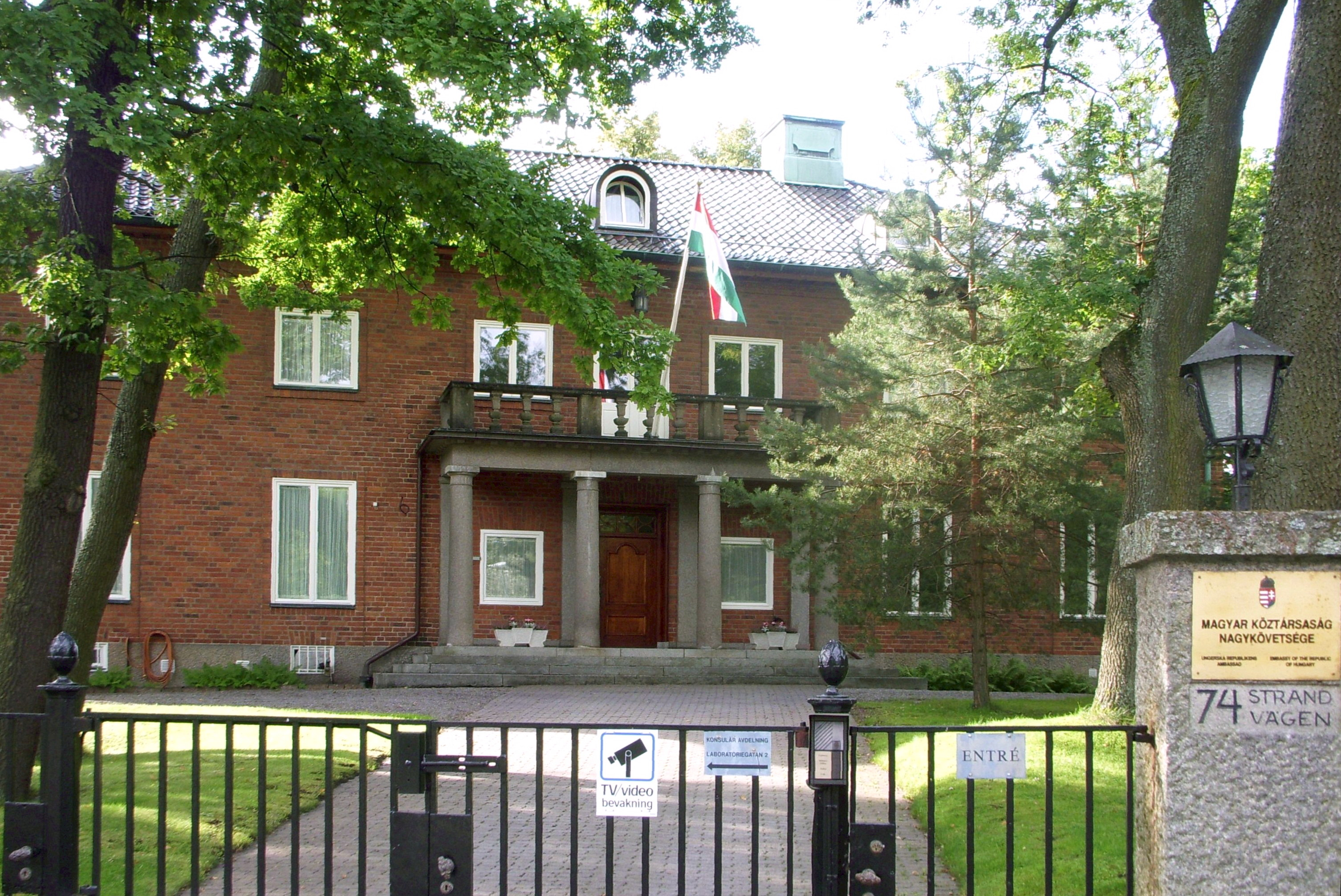
Villa Gumælius tillsammans med Erik Trana
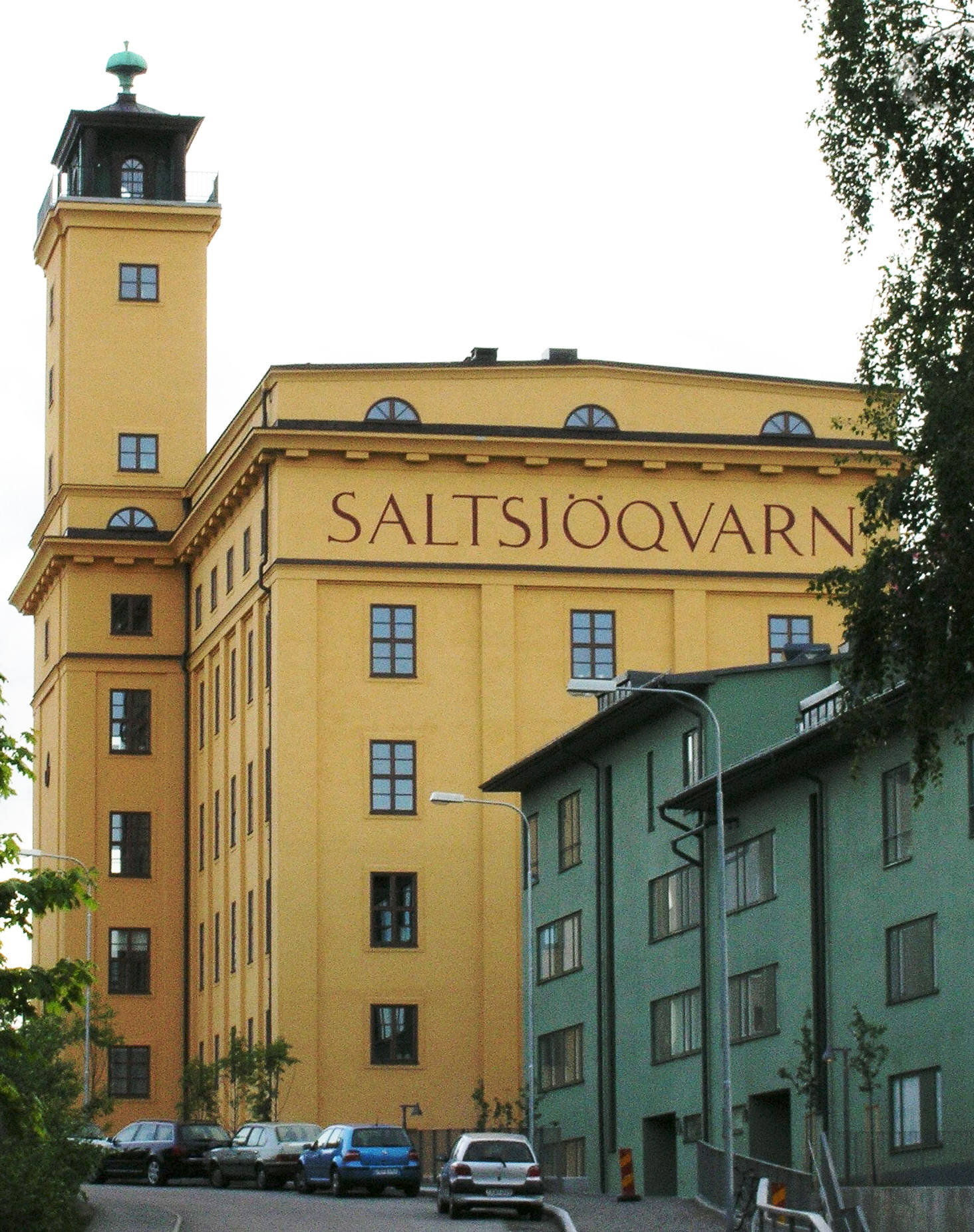
Mannagrynskvarnen
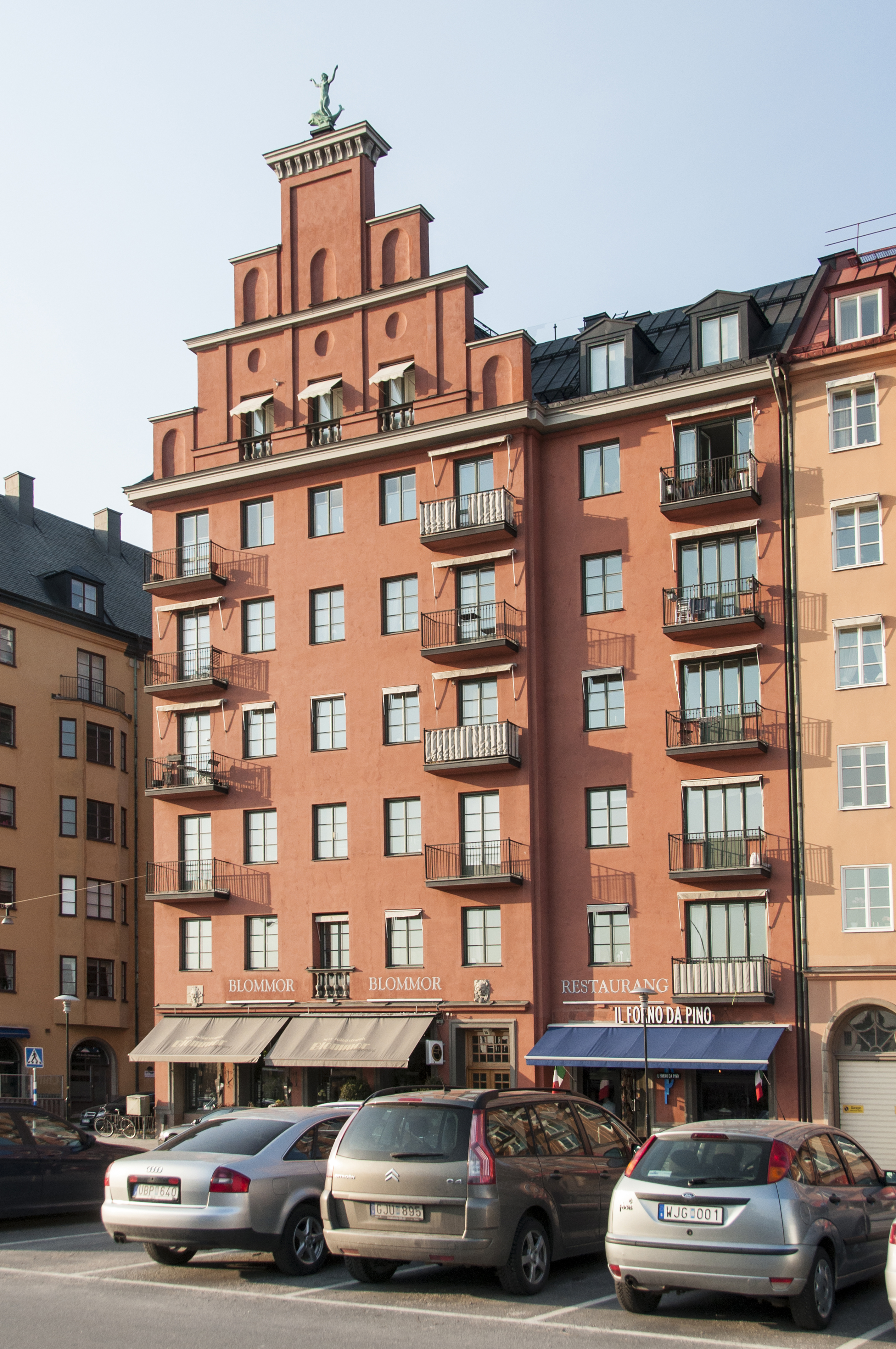
Norr Mälarstrand 30
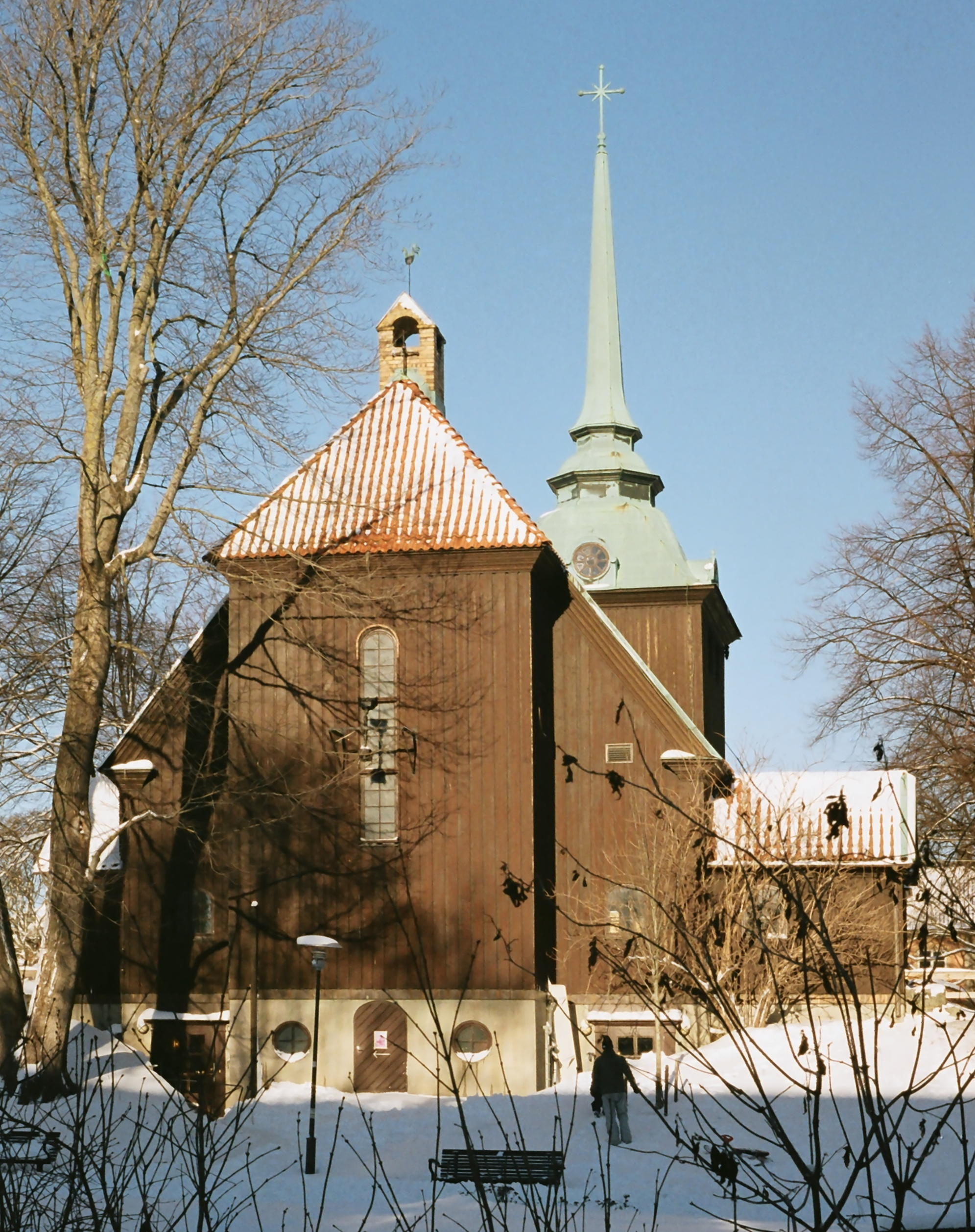
Allhelgonakyrkan